# Àguila de Nova Guinea
L'àguila de Nova Guinea (Harpyopsis novaeguineae) és un ocell de la família dels accipítrids (Accipitridae) i única espècie del gènere Harpyopsis Salvadori, 1875. Habita les zones boscoses de Nova Guinea. El seu estat de conservació es considera vulnerable.